# Municipio Francisco de Miranda (Guárico)
El Municipio Francisco de Miranda es uno de los 15 municipios del Estado Guárico, Venezuela. Su capital es la ciudad de Calabozo (antigua capital del estado). Tiene una superficie de 13 490 km² y para el año 2025 su población es de 194 460 habitantes. Es el municipio de mayor extensión y con mayor número de habitantes del Estado Guárico está ubicado en la región de Los Llanos, específicamente en los Llanos Altos Centrales. En la zona norte y este del municipio se encuentran leves formaciones montañosas con alturas de aproximadamente 200 metros, mientras que en el resto del municipio el promedio es de 100 m s. n. m.. El punto máximo es el Cerro Agua Blanca de 230 m s. n. m., ubicado en las Lomas de Los Aceites, dentro del Parque Nacional Aguaro-Guariquito, con las coordenadas 8°52′12.40″N 66°44′6.49″O.
Este municipio es predominantemente agrícola, con una economía basada en la agricultura extensiva y la presencia de grandes haciendas. Calabozo, su capital, es uno de los ejes económicos de la región de los Llanos Venezolanos y una de las ciudades más importantes de esta zona. Se encuentra en pleno desarrollo social, económico y cultural, lo que la convierte en un punto clave para la economía tanto local como regional. La siembra y la industrialización son las principales actividades económicas, y Calabozo es un importante centro financiero para toda la Región Central.

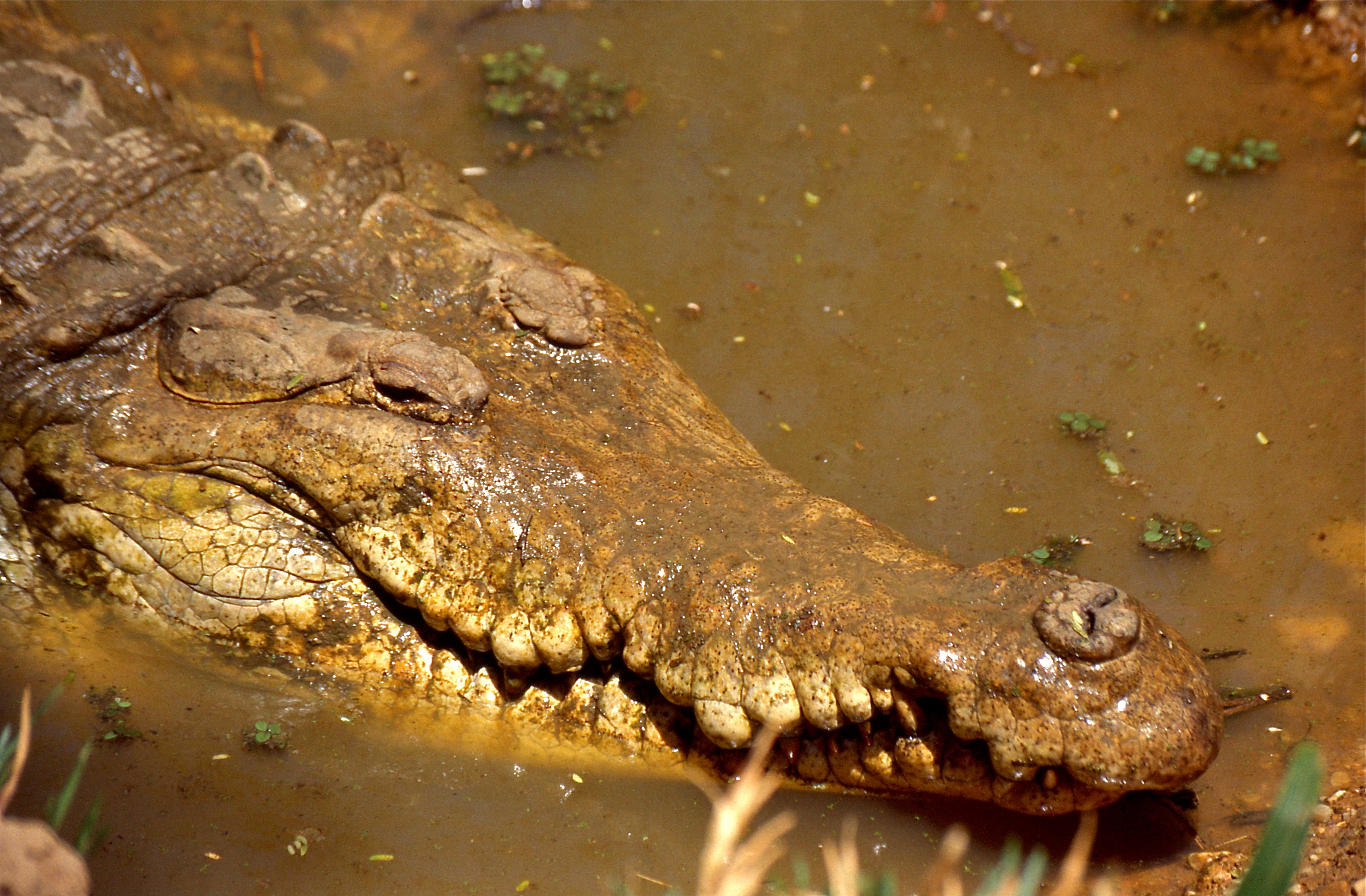
Caimán del Orinoco en el Hato Masagüaral

## Geografía
El municipio Francisco de Miranda es el de mayor extensión territorial en el estado Guárico. Su baja densidad poblacional ha favorecido el establecimiento de vastas haciendas agropecuarias, que caracterizan el uso del suelo en gran parte del territorio.
El clima es cálido y presenta un régimen de precipitaciones estacional. Durante la temporada de lluvias, las zonas del sur del municipio tienden a experimentar inundaciones naturales, lo que condiciona tanto las actividades productivas como el asentamiento humano.
En contraste, hacia el norte del municipio se encuentra el Embalse Guárico, infraestructura hidráulica de gran importancia que contribuye al control de inundaciones, no solo dentro del municipio, sino también en regiones adyacentes.

### Límites
- Norte: Municipio Ortiz,  Municipio Julián Mellado y estado Aragua.
- Este: Municipio Juan José Rondón
- Oeste: Estado Cojedes y Barinas.
- Sur: Municipio Camaguán y Municipio San Gerónimo de Guayabal.

### Hidrografía
El municipio está atravesado por importantes ríos de la región:
- Río Guárico
- Río Orituco
- Río Tiznados
- Río Guariquito
- Mocapra
- Río Chirgua
- Río Pao
- Río Portuguesa
- Río San José

### Organización parroquial
El municipio está dividido en las siguientes parroquias:
| Parroquia         | Superficie | Población    | Densidad |
| ----------------- | ---------- | ------------ | -------- |
| El Calvario       | 4.556 km²  | 2.359 hab.   | hab./km² |
| El Rastro         | 361 km²    | 4.788 hab.   | hab./km² |
| Guardatinajas     | 3289 km²   | 7.740 hab.   | hab./km² |
| Calabozo          | 5284 km²   | 156.605 hab. | hab./km² |
| Municipio Miranda | 13.590 km² | 181.492 hab. | hab./km² |

Otra localidades:
Corozopando
Palo Seco
Palenque
Paso El Caballo
Santa María de Tiznados
El Socorro de Portuguesa

## Economía
La principal actividad económica del municipio es la agricultura, con especial énfasis en el cultivo de arroz. Este producto es fundamental para la economía local y regional.

### Turismo
El municipio cuenta con varios atractivos turísticos, entre los que destacan:
- Casco Colonial de Calabozo.

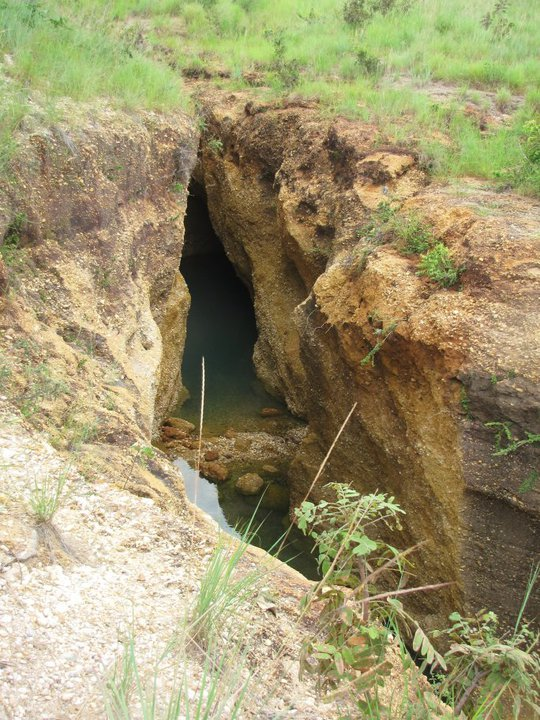
Parque nacional Aguaro-Guariquito

- Catedral Metropolitana de Calabozo.
- Embalse Guárico.
- Hato La Fe (Corozopando)
- Iglesia Santa Bárbara.
- Esteros de El Saman
- Paisaje Llanero.
- Parque Nacional Aguaro - Guariquito.
- Lomas de Los Aceites
- Sistema de riego del Río Guárico.
- Hato Masagüaral
- Reserva de Fauna Silvestre Esteros de Camaguán
- Médanos de Mata Sola

## Política y Gobierno

### Alcaldes
| Período     | Alcalde                   | Partido | % de votos | Notas |
| ----------- | ------------------------- | ------- | ---------- | --- |
| 1989 - 1992 | Luis Santamaría           | AD      | 50,89      | Primer alcalde bajo elecciones directas |
| 1992 - 1995 | José Pilar Barbella Ramos | MAS     | 32,84      | Segundo alcalde bajo elecicones directas |
| 1995 - 1999 | Octavio Viana Troconis    | AD      | -          | Tercer alcalde bajo elecciones directas ( Falleció en 17 de marzo de 1999 antes de culminar su periodo como alcalde)                                                   |
| 1999 - 2000 | Luis Torrealba            | AD      | -          | (Alcalde interino presidente de la cámara municipal militante de AD) (se realizaron elecciones generales en el 2000 debido a la aprobación de la Constitución de 1999) |
| 2000 - 2004 | Gabriel González          | PPT     | 31,88      | Cuarto alcalde bajo elecciones directas |
| 2004 - 2008 | Teófilo Rodríguez Díaz    | MVR     | 57,54      | Quinto alcalde bajo elecciones directas |
| 2008 - 2013 | Porfirio Fajardo          | PSUV    | 66,52      | Sexto alcalde bajo elecciones directas (se postergan 1 año las elecciones municipales pautadas para finales del 2012)                                                  |
| 2013 - 2017 | Zobeida El Hinnaoui       | PSUV    | 51,41      | Séptimo alcalde bajo elecciones directas |
| 2017 - 2021 | Francisco Graterol        | PSUV    | 73,74      | Octavo alcalde bajo elecciones directas |
| 2021 - 2025 | Donald Donaire            | PSUV    | 58,97      | Noveno alcalde bajo elecciones directas |

### Concejo Municipal
Período 1989 - 1992
| Concejales:         | Partido político / Alianza |
| ------------------- | -------------------------- |
| Azucena F. De Viana | AD                         |
| Felipe Meneses      | AD                         |
| Martín Higueras     | AD                         |
| José Machado        | AD                         |
| Argelia de García   | AD                         |
| José Luis Guirado   | COPEI                      |
| Oswaldo Linares     | COPEI                      |
| Rosa de Morstinos   | COPEI                      |
| Rubén Páez Díaz     | MAS                        |

Período 1992 - 1995
| Concejales:        | Partido político / Alianza |
| ------------------ | -------------------------- |
| Luis Leal          | AD                         |
| Nelson Sutil       | AD                         |
| Carlos Pérez       | AD                         |
| José Laya Navarro  | AD                         |
| Antonio Díaz       | COPEI                      |
| Asdrubal González  | COPEI                      |
| Francisco González | COPEI                      |
| Arcadio Pérez      | COPEI                      |
| Rubén Páez Díaz    | MAS                        |

Período 1995 - 2000
| Concejales:           | Partido político / Alianza |
| --------------------- | -------------------------- |
| Luis Torrelalba       | AD                         |
| Rafaela Villavicencio | AD                         |
| Dalia Fratarolli      | AD                         |
| José Laya Navarro     | AD                         |
| Carlos Vidal          | AD                         |
| Virgilio Prado        | AD                         |
| Williams Sánchez      | COPEI                      |
| Jose Frasquillo       | COPEI                      |
| Juan Castillo         | MAS                        |

Período 2013 - 2018:
| Concejales:       | Partido político / Alianza |
| ----------------- | -------------------------- |
| Evelin Cancines   | PSUV                       |
| Gustavo Jiménez   | PSUV                       |
| Willian González  | PSUV                       |
| Tony Ramon        | PODEMOS                    |
| Santy Cordova     | PSUV                       |
| Luis Pérez        | PSUV                       |
| Jeans Hidalgo     | PSUV                       |
| Doroteo Rios      | PSUV                       |
| Orlando Rodríguez | MUD                        |

Período 2018 - 2021
| Concejales:          | Partido político / Alianza |
| -------------------- | -------------------------- |
| Alexander Carrillo   | PSUV                       |
| Janny Álvarez        | PSUV                       |
| Gustavo Jiménez      | PSUV                       |
| Rosa Carballo        | PSUV                       |
| Rafael Jiménez       | PSUV                       |
| Carlos Aviles        | PSUV                       |
| Jhoamkareanny Nieves | PODEMOS                    |
| Lucia Cancines       | PSUV                       |
| Danis Ramírez        | PSUV                       |

Período 2021 - 2025
| Concejales:      | Partido político / Alianza |
| ---------------- | -------------------------- |
| Rafael Jiménez   | PSUV                       |
| Ylmarys Osto     | PSUV                       |
| Janny Alvarez    | PSUV                       |
| Carlos Garrido   | PSUV                       |
| Belki Hidalgo    | PSUV                       |
| Gustavo Jiménez  | PSUV                       |
| Yadira Ramírez   | PSUV                       |
| Exon Arraiz      | PSUV                       |
| Freylis González | PSUV                       |